# Krystyna Maciejewska-Zapasiewicz

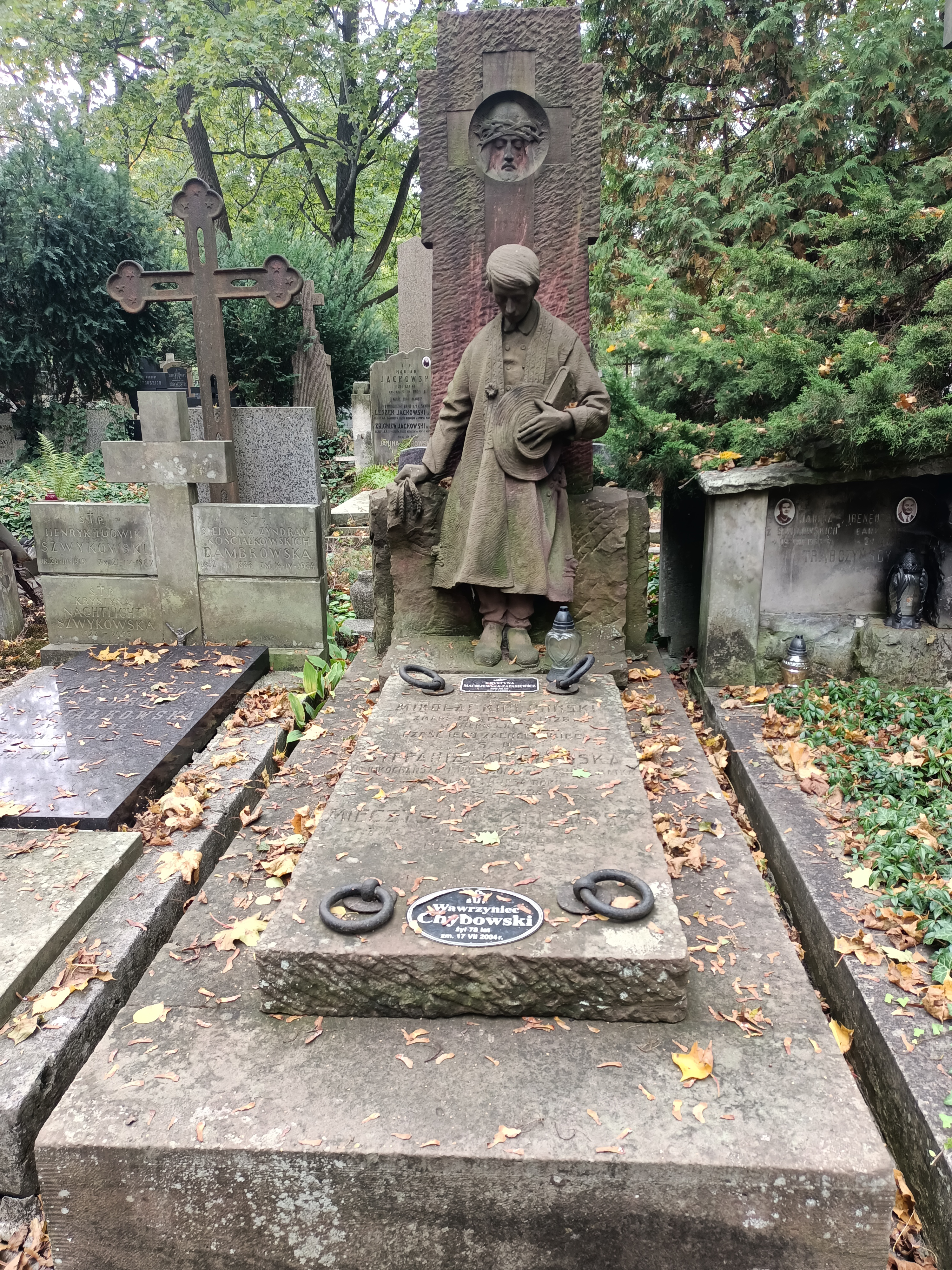
Grób Krystyny Maciejewskiej-Zapasiewicz na Cmentarzu Powązkowskim

Krystyna Maciejewska-Zapasiewicz (ur. 2 października 1933 w Inowrocławiu, zm. 7 stycznia 2022 w Warszawie) – polska aktorka teatralna i filmowa. Pierwsza żona aktora Zbigniewa Zapasiewicza.

## Życiorys
Urodziła się w Inowrocławiu. Jej matka pochodziła z Warszawy, a ojciec z Poznania. Ojciec był kapitanem Wojska Polskiego, a w 1939 dowódcą obrony przeciwlotniczej. Zginął w trakcie powstania warszawskiego. Matka nie pracowała.
W 1944 przeprowadziła się do Warszawy, gdzie zamieszkała przy ul. Miodowej 12. W 1952 dostała się do Państwowej Wyższej Szkoły Teatralnej w Krakowie, gdzie ukończyła studia na wydziale aktorskim.
Pod koniec lat 60. XX wieku w Teatrze Dramatycznym m.st. Warszawy poznała aktora Zbigniewa Zapasiewicza, z którym wzięła ślub. Małżeństwo jednak nie trwało długo (źródła nie podają, ile trwało dokładnie) i szybko zakończyło się rozwodem. Potem jeszcze przez jakiś czas pracowali razem.
Wiele ostatnich lat życia spędziła na Starym Żoliborzu.

## Kariera
Występowała m.in. w teatrach: im. Mickiewicza w Częstochowie (1957–61), Teatrze Starym w Krakowie (1961–1965), w Teatrze Wielkim w Warszawie (zagrała tam m.in. w „Małym Księciu”) i w teatrze Dramatycznym w Warszawie, gdzie zagrała m.in. w „Don Juanie” Jan Kulczyński (1986), „Carze Mikołaju” Macieja Prusa (1988) i w „Gwiazdach za murem” (1988) Jana Szurmieja.
Grała też w filmach fabularnych i spektaklach telewizji. W 1977 r. zagrała tytułową Melissę w spektaklu w reżyserii Jan Bratkowski. W „Czterdziestolatku” wcieliła się w drugoplanową rolę ekspedientki z domów centrum, a w serialu Dom w rolę pielęgniarki. Zagrała też m.in. w Końcu babiego lata i Znaków szczególnych brak.

## Filmografia
- 1987 Rzeka kłamstwa
- 1982 Dom jako pielęgniarka opiekująca się Kajetanem Talarem
- 1979 Skradziona kolekcja
- 1978 Znaków szczególnych brak jako robotnica Wanda
- 1974 Czterdziestolatek jako sprzedawczyni
- 1974 Koniec babiego lata

## Teatr telewizji
- 1970 Melissa jako Melissa Forster
- 1964 Koniec księgi VI
- 1963 Teatr Klary Gazul jako Dona Irena

## Spektakle teatralne[5]
- 1957 Obrona Ksantypy jako Mirryna (reżyseria: Kilkowska Barbara, teatr: Teatr im. Adama Mickiewicza, Częstochowa)
- 1958 Tramwaj zwany pożądaniem jako Eunice (reżyseria: Kron Edmund, Teatr im. Adama Mickiewicza, Częstochowa)
- 1959 Jutro pogoda jako Blanny (reżyseria: Kron Edmund, Teatr im. Adama Mickiewicza, Częstochowa)
- 1959 Aszantka jako Władka (reżyseria: Bormann Barbara, Teatr im. Adama Mickiewicza, Częstochowa)
- 1961 Za mało mężczyzn jako Anna (reżyseria: Łoziński Marian, Teatr im. Adama Mickiewicza, Częstochowa)
- 1961 Pierwszy dzień wolności jako Inga (reżyseria: Borowski Karol, Teatr im. Adama Mickiewicza, Częstochowa)
- 1968 Kroniki królewskie Stanisław Wyspiański jako Kachna (reżyseria: René Ludwik, Teatr Dramatyczny, Warszawa)
- 1969 Sceneria zimowa jako Pierwsza Dziewczyna (reżyseria Bratkowski Jan, Teatr Dramatyczny, Warszawa)
- Czarna komedia jako Carol (reżyseria: Piaskowski Piotr. Teatr Dramatyczny, Warszawa)
- 1970 Mały książę jako Żmija (reżyseria: Skaruch Witold, Teatr Wielki, Warszawa)
- 1971 Król Mięsopust jako Kasia (reżyseria: Bratkowski Jan, Teatr Dramatyczny, Warszawa)
- 1971 Zakładnik jako Colette (reżyseria: Hübner Zygmunt, Teatr Dramatyczny, Warszawa)
- 1973 Bartleby jako Liza (reżyseria: Skaruch Witold, Teatr Dramatyczny, Warszawa)
- 1975 Anegdoty prowincjonalne jako Marina (reżyseria: Orlikowska-Jääskeläinen Hanna, Teatr Dramatyczny, Warszawa)
- 1975 Anegdoty prowincjonalne jako Wasiuta (reżyseria: Orlikowska-Jääskeläinen Hanna, Teatr Dramatyczny, Warszawa)
- 1976 Przyjdzie na pewno jako Dziewczyna uliczna (reżyseria: Antczak Jerzy, Teatr Dramatyczny, Warszawa)
- 1977 Urodziny Stanleya Meg (reżyseria: Zapasiewicz Zbigniew, Teatr Dramatyczny, Warszawa)
- 1977 Braterskie ręce (reżyseria: Aleksandrowicz Tadeusz, teatr: Estrada Stołeczna, Warszawa)
- 1981 Awaria jako Antosiakowa (reżyseria: Dobrowolska Halina, Teatr Dramatyczny, Warszawa)
- 1986 A jednak powrócę... jako Dziewka łaziebna (reżyseria: Orzechowski Krzysztof, Teatr Dramatyczny, Warszawa)
- 1986 Don Juan jako La Violette (reżyseria: Kulczyński Jan, teatr: Teatr Dramatyczny, Warszawa)
- 1988 Gwiazda za murem jako Ciotka z Kutna (reżyseria: Szurmiej Jan, Teatr Dramatyczny, Warszawa)
- 1988 jako Kobieta z klatką (reżyseria: Szurmiej Jan, teatr: Teatr Dramatyczny, Warszawa)
- 1988 Car Mikołaj jako Sprzedawczyni piszczałek (reżyseria: Prus Maciej, Teatr Dramatyczny, Warszawa)